# Đảng 5 hào
Đảng 5 hào (tiếng Trung: 五毛党; bính âm: Ngũ mao đảng) là tên gọi của những dư luận viên mạng (网络评论员, wǎngluò pínglùn yuán) được chính phủ Cộng hòa Nhân dân Trung Hoa thuê (ở trung ương và địa phương) hoặc Đảng Cộng sản thuê để thao túng quan điểm của công chúng và đưa ra phản thông tin ủng hộ Đảng Cộng sản. Các dư luận viên được trả 5 hào cho một bình luận mang tính hướng dư luận ra xa các phê phán đảng hoặc các nội dung nhạy cảm trên các website trong nước, hệ thống diễn đàn hoặc chat room, hoặc đưa các thông tin ủng hộ đảng Cộng sản.
Để gọi chung những người làm công việc đăng bình luận trên mạng, người Trung Quốc gọi là 網絡評論員 (Võng lạc bình luận viên), ngoài ra còn có những tên gọi khác không chính thức như 五毛党 (Ngũ mao đảng) hay "Redguard" (Hồng vệ quân).
Trong số các tên gọi là "Ngũ Mao Đảng" (Đảng 50 xu) là tên gọi không chính thức mang ý nghĩa miệt thị, rẻ tiền. Tên gọi này được cư dân mạng Trung Quốc sử dụng như một sự châm biếm, mỉa mai. Cũng có nguồn gốc cho rằng tên gọi đó là từ thông tin của Thời báo Hoàn cầu cho biết phụ cấp cho mỗi bài viết của bình luận viên trực tuyến tại Ban tuyên truyền thành phố Trường Sa là 50 xu tại thời điểm tháng 10/2004.

## Lịch sử hình thành
Vào tháng 10 năm 2004, Sở Công chính thành phố Trường Sa, Tỉnh Hồ Nam bắt đầu thuê các bình luận viên internet, được biết đến là một trong những nơi sớm nhất thuê bình luận viên internet chuyên nghiệp.
Từ năm 2005, Bộ Giáo dục Trung Quốc triển khai hệ thống kiểm duyệt thông tin các diễn đàn, xuất phát từ một sáng kiến của Chi bộ Đảng ở Đại học Nam Kinh về việc thuê một nhóm sinh viên làm việc bán thời gian để bình luận trên các diễn đàn với nội dung thân Đảng và phản bác lại những quan điểm không có lợi. Mô hình này sau đó được các cấp lãnh đạo cao nhất chấp thuận, đã nhanh chóng lan ra các trường đại học cũng như các tổ chức Đảng và trở nên phổ biến trong cả nước.
Ngày 23/7/2007, trong kỳ họp thứ 38 của Bộ Chính trị, Chủ tịch Hồ Cẩm Đào đã yêu cầu "tăng cường củng cố tư tưởng và xây dựng hình ảnh tích cực trong dư luận". Sau đó, khi trên mạng liên tục xuất hiện các bài nói xấu chính quyền địa phương, điển hình là một vụ chỉ trích cách ứng xử của cảnh sát trong một vụ tai nạn giao thông. Bộ Công an thành phố Tiêu Tác (Hà Nam) đã huy động 120 bình luận viên trực tuyến vào cuộc trả lời các ý kiến sao cho phù hợp với dư luận, từ đó lèo lái dư luận sang hướng khác, thậm chí ủng hộ cảnh sát và quay ra tố cáo người đăng bài ban đầu.

## Quy mô hoạt động
Hiện nay, Bộ Văn hoá Trung Quốc thường xuyên tổ chức các buổi huấn luyện, những người tham gia buộc phải vượt qua một kỳ thi trước khi khi được cấp giấy chứng nhận hành nghề.
Malik Fareed, trong bài "China joins a turf war" đăng trên The Guardian số ra ngày 22 tháng 9 năm 2008, đoán con số đó có thể lên đến 300 ngàn người làm việc chính thức toàn thời gian hoặc bán thời gian được nhà nước trả tiền để vào các diễn đàn, blog chính trị, mạng xã hội nhằm đăng các ý kiến có lợi cho Đảng Cộng sản. Nói cách khác, nhiệm vụ của họ là hướng dẫn dư luận trực tuyến để loại bỏ các tác động tiêu cực lên hình ảnh của Chính phủ.
Ở tỉnh Sơn Tây (Shanxi), chiến dịch "Võng lạc hồng thiếu sinh" (Internet Red Scout) được triển khai với nội dung chính là khuyến khích các đoàn viên Đoàn Thanh niên thi đua viết ý kiến khen ngợi đảng để tung lên các blog. Chỉ tiêu là mỗi đoàn viên phải viết ít nhất 2 ý kiến một tuần, các ý kiến này được nộp lên tổ chức Đoàn.
Công việc của các "du luận viên" này lúc đầu, theo Renaud de Spens – một chuyên gia về internet, là cực kỳ đơn giản: cắt và dán. Họ cắt nơi này và dán vào nơi khác. Có điều hầu hết những thông tin được cắt dán chỉ là các khẩu hiệu tuyên truyền rẻ tiền của đảng và chính phủ. Đại khái, lúc nào cũng "Đảng vĩ đại", "lãnh tụ anh minh"… Sau đó, thấy lối tuyên truyền này không có tác dụng, họ phát triển một chiến lược khác, tinh tế hơn, hiểu biết hơn, có lý luận và tranh luận. Nhưng mục đích cuối cùng vẫn là nhằm tuyên truyền cho chế độ.
Theo ý kiến chỉ đạo của Đảng Cộng sản cho Ủy ban tuyển dụng tại các trường đại học, các bình luận viên trực tuyến được lựa chọn chủ yếu từ các cán bộ đang công tác hoặc các đoàn viên, thanh niên làm việc tại Ban tuyên truyền của các trường đại học, Đoàn thành niên, Văn phòng giáo dục,…
Trong một văn bản chỉ thị được gửi tới các thành viên Đảng 50 xu có quy định những nội dung dư luận viên cần phải làm như sau:

Để hạn chế ảnh hưởng của nền dân chủ Đài Loan, và tiến bộ hơn nữa trong việc định hướng dư luận, đồng thời đáp ứng các yêu cầu của cấp trên về việc "hành động có chiến lược, thực hiện có kỹ năng", chúng tôi hy vọng rằng các bình luận viên trực tuyến tận tâm nghiên cứu tư duy của cư dân mạng, nắm bắt kịp với những phát triển quốc tế và thực hiện tốt hơn công việc của mình. Do vậy, cần thực hiện những việc sau:
(1) Làm hết khả năng có thể để biến Mỹ thành mục tiêu bị đả kích. Đồng thời làm mờ nhạt những dư luận về Đài Loan.
(2) Không trực tiếp đối đầu phản bác những ý kiến về dân chủ; thay vào đó là hạn chế phạm vi tranh luận vào vấn đề "nhà nước nào có thể thực hiện quyền dân chủ thực sự"
(3) Làm hết khả năng có thể trong việc chọn nhiều ví dụ đa dạng về các trường hợp bạo lực và bất công tại các quốc gia phương tây để giải thích dân chủ không phù hợp với chủ nghĩa xã hội.
(4) Sử dụng Mỹ và các quốc gia khác trong việc can thiệp vào các vấn đề quốc tế để chứng minh rằng dân chủ phương tây thực ra đang đi xâm lược các quốc gia khác và đồng hoá với các giá trị phương tây.
(5) Sử dụng các sự kiện lịch sử đẫm máu của đất nước (tức là Trung Quốc) để khơi dậy tinh thần trung thành với Đảng và lòng yêu nước.
(6) Tăng cường thể hiện các thành tựu tích cực nội địa của Trung Quốc đã nhận được và tiếp tục công cuộc duy trì xã hội ổn định.

## Thu nhập
Thời báo Hoàn cầu (bản tiếng Anh) tại Trung Quốc cho biết bình luận viên trực tuyến tại Ban tuyên truyền TP Trường Sa được trả công 0,5 NDT cho mỗi bài viết, thu nhập cơ bản của bình luận viên là 600 NDT/tháng vào thời điểm năm 2006.
Năm 2010, bình luận viên trực tuyến của Trường Đảng thành phố Hành Dương được trả phụ cấp 0,1 NDT cho mỗi bài viết và tiền thưởng mỗi tháng cũng không quá 100 NDT.
Một bình luận viên của hội đồng thanh tra kỷ luật tỉnh Hồ Nam tiết lộ với Thời báo Hoàn Cầu rằng một bài viết bình luận 500 chữ đáng giá 40 NDT nếu được đăng trên trang web địa phương và đáng giá 200 NDT nếu được đăng trên trang web của chính phủ.

## Ảnh hưởng và dư luận
Các hoạt động của Ngũ Mao Đảng được Tổng bí thư – Chủ tịch nước Hồ Cẩm Đào (Hu Jintao) như là "một bước tiến mới để điều hướng dư luận", chuyển hoá từ việc xóa bỏ các ý kiến không tốt đến việc dẫn dắt các cuộc đối thoại sao cho phù hợp với phương châm "sự thật có thể ảnh hưởng đến trật tự xã hội". Năm 2010, một cộng tác viên của tờ Huffington (Mỹ) cho biết một số bình luận trên bài viết của mình là từ các thành viên Ngũ Mao Đảng; và cũng khẳng định Ngũ Mao Đảng giám sát nhiều trang web phổ biến của Mỹ, các trang tin tức, blogs và đăng các bài bình luận nhằm phục vụ lợi ích của chính phủ Trung Quốc.